# Selecció de futbol de Txèquia
La Selecció de futbol de la República Txeca és l'equip representatiu del país en les competicions oficials. Està controlada per l'Associació de Futbol de la República Txeca (en txec: Českomoravský fotbalový svaz), la qual és membre de la UEFA. La FIFA considera a la selecció txeca com a successora de les desaparegudes seleccions de Txecoslovàquia i de Bohèmia.

## Estadístiques
- Participacions en Copes del Món = 1
- Primera Copa del Món = 2006
- Millor resultat en la Copa del Món = Primera fase (2006)
- Participacions en Eurocopes = 8
- Primera Eurocopa = 1996
- Millor resultat en l'Eurocopa = Subcampió (1996)
- Participacions olímpiques = 1
- Primers Jocs Olímpics = 2000
- Millor resultat olímpic = Sense medalles

- Primer partit

| Turquia | 1–4 | República Txeca |
| ------- | --- | --------------- |
|         |     |                 |

 Istanbul, (Turquia)        
- Major victòria

| República Txeca | 8–1 | Andorra |
| --------------- | --- | ------- |
|                 |     |         |

 Liberec, (República Txeca)        

## Participacions en la Copa del Món
- Fins a 1994 - Vegeu  Txecoslovàquia
- 1998 - No es classificà
- 2002 - No es classificà
- 2006 - Primera fase - 18è lloc
- Del 2010 al 2022 No es classificà

## Participacions en l'Eurocopa
- Fins a 1992 - Vegeu  Txecoslovàquia
- 1996 - Final - 2n lloc
- 2000 - Primera fase
- 2004 - Semifinals - 3r lloc
- 2008 - Primera fase
- 2012 - Quarts de final
- 2016 - Primera fase
- 2020 - Quarts de final
- 2024 - Primera fase

## Jugadors històrics
- Milan Baroš
- Petr Čech
- Jan Koller
- Pavel Nedvěd
- Karel Poborský
- Tomáš Rosický
- Vladimír Šmicer
- Patrik Berger
- Josef Masopust
- Antonín Panenka
- Tomas Skuhravy
- Josef Bican
- Jaroslav Burgr